# Arvirargus
Arvirargus ou Arviragus  est un roi légendaire de l’île de Bretagne (actuelle Grande-Bretagne)  dont l’« histoire » est rapportée par Geoffroy de Monmouth dans son Historia regum Britanniae (vers 1135). Il est le deuxième fils du roi Kimerlin et il succède à son frère ainé Guider. Il est principalement connu pour ses relations (supposées) avec l’empereur romain Claude.

## Le royaume de l’île de Bretagne
Après la guerre de Troie, Énée arrive en Italie, avec son fils Ascagne et devient le maître du royaume des Romains. Son petit-fils Brutus est contraint à l’exil après avoir accidentellement tué son père. Après une longue navigation, Brutus débarque dans l’île de Bretagne, l’occupe et en fait son royaume. Il épouse Innogen dont il a trois fils. À sa mort, le royaume est partagé en trois parties et ses fils lui succèdent : Locrinus reçoit le centre de l’île à qui il donne le nom de « Loegrie », Kamber reçoit la « Cambrie » (actuel Pays de Galles) et lui donne son nom, Albanactus hérite de la région du nord et l’appelle « Albanie » (Écosse). À la suite de l’invasion de l’Albanie par les Huns et de la mort d’Albanactus, le royaume est réunifié sous la souveraineté de Locrinus. C’est le début d’une longue liste de souverains.

## Le règne d’Arvirargus
Arvirargus est le second fils du roi Kimerlin. À l’issue d’un règne de dix ans, celui-ci confie le gouvernement du royaume à son fils ainé Guider, qui refuse l’autorité de Rome et le paiement du tribut. S’ensuit une guerre avec l’empereur Claude au cours de laquelle Guider est tué. Son frère, Arvirargus, prend ses armes et sa place, ravive l’ardeur des Bretons qui finissent par mettre les Romains en déroute.
Lors du siège de la ville de Winchester, où Arvirargus s’est réfugié, Claude envoie des messagers pour proposer la paix : il lui promet sa fille s’il reconnaît l’autorité romaine. Les Anciens conseillent à Arvirargus d’accepter car il n’y a « rien d’humiliant pour lui de se soumettre aux Romains puisqu’ils étaient les maîtres de l’univers ». Claude envoie chercher sa fille Genvissa à Rome et avec Arvirargus soumet les Orcades. Le roi des Bretons épouse la fille de l’empereur, dont la beauté, selon la légende, force son admiration. Une cité est construite en souvenir des noces, son nom est Kaerglou (en l’honneur de Claude), aujourd’hui Gloucester. Claude retourne à Rome et confie le gouvernement des îles à Arvirargus. Geoffroy de Monmouth précise qu’à cette époque « l’apôtre Pierre fondait l’Église d’Antioche, puis venait à Rome comme évêque ».
Arvirargus fait preuve de sagesse et de loyauté, il rebâtit les villes et places fortes et fait régner une « justice rigoureuse ». Puis il refuse la sujétion à Rome. L’empereur Claude envoie Vespasien pour rétablir l’ordre, mais Arvirargus l’empêche de débarquer à Richborough. Vespasien reprend la mer et débarque plus loin et se rend à Kaerpenhuelgoit (Exeter) qu’il assiège. Arvirargus arrive après sept jours de siège et engage le combat. La bataille est sans vainqueur. La reine Genvissa intervient et c’est la réconciliation. Vespasien retourne à Rome et Arvirargus reste en Bretagne où il règne sagement, respectant le Sénat romain. Il confirme des lois et en promulgue de nouvelles ; il récompense les méritants. Il est réputation dans toute l’Europe, estimé et craint des Romains. Il est enterré à Gloucester dans un temple dédié à Claude 
.

## Cymbelinede Shakespeare
Le personnage d’Arvirargus a été repris par William Shakespeare dans sa pièce Cymbeline (vers 1609), dans laquelle il est le fils du roi de Bretagne.

## Sources
- (en) Peter Bartrum, A Welsh classical dictionary: people in history and legend up to about A.D. 1000, Aberystwyth, National Library of Wales, 1993, p. 32-33 ARVIRAGUS.
- Geoffroy de Monmouth, Histoire des rois de Bretagne, traduit et commenté par Laurence Mathey-Maille, Les Belles lettres, coll. « La Roue à livres », Paris, 2004,  (ISBN 2-251-33917-5).
- (en) J.M.P. Calise Pictish Sourcebook, Documents of Medieval Legend and Dark Age History Greenwood Press (Londres 2002)  (ISBN 0313322953) « Arvirargus (Arviragus) (c.first century A.D. ?. Legendary king of Britain and younger brother of Cymbeline  » p. 181